# Capasa permeata
Capasa permeata är en fjärilsart som beskrevs av Louis Beethoven Prout 1925. Capasa permeata ingår i släktet Capasa och familjen mätare. Inga underarter finns listade i Catalogue of Life.